# Raionul Sînelnîkove, Dnipropetrovsk
Sînelnîkove (în ucraineană Синельниківський район, transliterat: Sînelnîkivskîi raion) este un raion în regiunea Dnipropetrovsk, Ucraina. Are reședința la Sînelnîkove.
Are o suprafață de 6.616,6 km². Populația este de 198.974 locuitori, determinată în 1 ianuarie 2022, prin bilanț demografic[*].